# Copa do Mundo de Clubes da FIFA de 2011
A Copa do Mundo de Clubes da FIFA de 2011 foi a oitava edição do mundial de clubes da Federação Internacional de Futebol (FIFA), sendo disputada de 8 a 18 de dezembro de 2011. A competição ocorreu em Yokohama e Toyota, retornando ao Japão após as duas edições anteriores nos Emirados Árabes Unidos.
Pela segunda vez em três anos, o título foi conquistado pelo espanhol Barcelona após vitória por 4–0 sobre o Santos, do Brasil, na final. Foi a maior diferença de gols em uma final na história da competição e a primeira vez que um clube conquista o mundial da FIFA por duas vezes.

## Equipes classificadas
| Confederação | Equipe             | Classificação                                       | Participação     |
| ------------ | ------------------ | --------------------------------------------------- | ---------------- |
| AFC          | Al-Sadd            | Campeão da Liga dos Campeões da AFC de 2011         | 1ª               |
| CAF          | Espérance de Tunis | Campeão da Liga dos Campeões da CAF de 2011         | 1ª               |
| CONCACAF     | Monterrey          | Campeão da Liga dos Campeões da CONCACAF de 2010-11 | 1ª               |
| CONMEBOL     | Santos             | Campeão da Copa Libertadores da América de 2011     | 1ª               |
| OFC          | Auckland City      | Campeão da Liga dos Campeões da OFC de 2010-11      | 3ª (2006 e 2009) |
| UEFA         | Barcelona          | Campeão da Liga dos Campeões da UEFA de 2010-11     | 3ª (2006 e 2009) |
| País-sede    | Kashiwa Reysol     | Campeão da J-League 2011                            | 1ª               |

## Árbitros
Lista dos árbitros e assistentes nomeados para o torneio:
| Árbitros                           | Assistentes                | Assistentes            |
| África                             | África                     | África                 |
| ---------------------------------- | -------------------------- | ---------------------- |
| CIV Noumandiez Doue                | SEN Djibel Camara          | CIV Songuifolo Yeo     |
| Ásia                               |                            |                        |
| UZB Ravshan Irmatov                | UZB Abdukhamidullo Rasulov | KGZ Bakhadyr Kochkarov |
| JPN Yuichi Nishimura               | JPN Toshiyuki Nagi         | JPN Toru Sagara        |
| Europa                             |                            |                        |
| ITA Nicola Rizzoli                 | ITA Renato Faverani        | ITA Andrea Stefani     |
| América do Norte, Central e Caribe |                            |                        |
| SLV Joel Aguilar                   | SLV William Torres         | SLV Juan Zumba         |
| Oceania                            |                            |                        |
| NZL Peter O'Leary                  | NZL Jan Hendrik Hintz      | FIJ Ravinesh Kumar     |
| América do Sul                     |                            |                        |
| CHI Enrique Osses                  | CHI Carlos Astroza         | CHI Francisco Mondría  |

## Elencos
Cada equipe teve que apresentar um elenco de 23 jogadores, sendo destes, três goleiros.

## Estádios
Toyota e Yokohama foram as cidades-sede da edição de 2011.
| Toyota                                                         | Yokohama                          |
| Estádio de Toyota                                              | Estádio Internacional de Yokohama |
| Capacidade: 45 000                                             | Capacidade: 72 370                |
|                                                                |                                   |
| Toyota YokohamaCopa do Mundo de Clubes da FIFA de 2011 (Japão) |                                   |

## Jogos
|  |                           |                         |                           |                    |                         |                         |                |                |            |            |  |  |                           |                           |
|  | Play-off                  | Play-off                |                           |                    | Quartas de final        | Quartas de final        |                |                | Semifinais | Semifinais |  |  | Final                     | Final                     |
|  | 8 de dezembro – Toyota    |                         |                           |                    |                         |                         |                |                |            |            |  |  |                           |                           |
|  | Kashiwa Reysol            | 2                       |                           |                    | 11 de dezembro – Toyota | 11 de dezembro – Toyota |                |                |            |            |  |  |                           |                           |
|  | Kashiwa Reysol            | 2                       |                           |                    | 11 de dezembro – Toyota | 11 de dezembro – Toyota |                |                |            |            |  |  |                           |                           |
|  | Auckland City             | 0                       |                           |                    | Kashiwa Reysol (pen)    | 1 (4)                   |                |                |            |            |  |  |                           |                           |
|  | Auckland City             | 0                       | 14 de dezembro – Toyota   |                    | Kashiwa Reysol (pen)    | 1 (4)                   |                |                |            |            |  |  |                           |                           |
|  |                           |                         |                           |                    | Monterrey               | 1 (3)                   |                |                |            |            |  |  |                           |                           |
|  | Kashiwa Reysol            | 1                       |                           |                    | Monterrey               | 1 (3)                   |                |                |            |            |  |  |                           |                           |
|  | Kashiwa Reysol            | 1                       |                           |                    |                         |                         |                |                |            |            |  |  |                           |                           |
|  |                           |                         | Santos                    | 3                  |                         |                         |                |                |            |            |  |  |                           |                           |
|  |                           |                         | Santos                    | 3                  |                         |                         |                |                |            |            |  |  |                           |                           |
|  |                           |                         | 18 de dezembro – Yokohama |                    |                         |                         |                |                |            |            |  |  |                           |                           |
|  |                           |                         |                           |                    |                         |                         |                |                |            |            |  |  |                           |                           |
|  | Santos                    | 0                       |                           |                    |                         |                         |                |                |            |            |  |  |                           |                           |
|  | Santos                    | 0                       | 11 de dezembro – Toyota   |                    |                         |                         |                |                |            |            |  |  |                           |                           |
|  |                           | Barcelona               | 4                         |                    |                         |                         |                |                |            |            |  |  |                           |                           |
|  |                           |                         | 4                         | Espérance de Tunis | 1                       |                         |                |                |            |            |  |  |                           |                           |
|  | 15 de dezembro – Yokohama |                         |                           | Espérance de Tunis | 1                       |                         |                |                |            |            |  |  |                           |                           |
|  |                           | Al-Sadd                 | 2                         |                    |                         |                         |                |                |            |            |  |  |                           |                           |
|  | Al-Sadd                   | Al-Sadd                 | 2                         | 0                  |                         |                         |                |                |            |            |  |  |                           |                           |
|  | Al-Sadd                   | Quinto lugar            | Quinto lugar              | 0                  |                         |                         | Terceiro lugar | Terceiro lugar |            |            |  |  |                           |                           |
|  |                           | Quinto lugar            | Quinto lugar              |                    | Barcelona               | 4                       | Terceiro lugar | Terceiro lugar |            |            |  |  |                           |                           |
|  | Monterrey                 | 3                       | Kashiwa Reysol            | 0 (3)              | Barcelona               | 4                       |                |                |            |            |  |  |                           |                           |
|  | Monterrey                 | 3                       | Kashiwa Reysol            | 0 (3)              |                         |                         |                |                |            |            |  |  |                           |                           |
|  | Espérance de Tunis        | 2                       | Al-Sadd (pen)             | 0 (5)              |                         |                         |                |                |            |            |  |  |                           |                           |
|  | Espérance de Tunis        | 2                       | Al-Sadd (pen)             | 0 (5)              |                         |                         |                |                |            |            |  |  |                           |                           |
|  | 14 de dezembro – Toyota   | 14 de dezembro – Toyota |                           |                    |                         |                         |                |                |            |            |  |  | 18 de dezembro – Yokohama | 18 de dezembro – Yokohama |

Todas as partidas seguem o fuso horário local (UTC+9).

### Play-off
| 8 de dezembro | Kashiwa Reysol        | 2 – 0     | Auckland City | Estádio de Toyota, Toyota                   |
| 19:45         | Tanaka 37' · Kudo 40' | Relatório |               | Público: 18 754 Árbitro: ITA Nicola Rizzoli |

### Quartas de final
| 11 de dezembro | Espérance de Tunis | 1 – 2     | Al-Sadd                | Estádio de Toyota, Toyota                  |
| 16:00          | Darragi 60'        | Relatório | Khalfan 33' · Koni 49' | Público: 21 251 Árbitro: CHI Enrique Osses |

| 11 de dezembro | Kashiwa Reysol        | 1 – 1 (pro) | Monterrey | Estádio de Toyota, Toyota                  |
| 19:30          | Leandro Domingues 53' | Relatório   | Suazo 58' | Público: 27 525 Árbitro: NZL Peter O'Leary |

|                                                        |       | Penalidades                         |  |
| Leandro Domingues Jorge Wagner Kurisawa Tanaka Hayashi | 4 – 3 | L. Pérez Suazo Ayoví Orozco Delgado |  |

### Disputa pelo quinto lugar
| 14 de dezembro | Monterrey                             | 3 – 2     | Espérance de Tunis              | Estádio de Toyota, Toyota                    |
| 16:30          | Mier 39' · de Nigris 44' · Zavala 47' | Relatório | N'Djeng 31' · Mouelhi 76' (pen) | Público: 13 639 Árbitro: UZB Ravshan Irmatov |

### Semifinais
| 14 de dezembro | Kashiwa Reysol | 1 – 3     | Santos                               | Estádio de Toyota, Toyota                   |
| 19:30          | Sakai 54'      | Relatório | Neymar 19' · Borges 24' · Danilo 63' | Público: 29 173 Árbitro: ITA Nicola Rizzoli |

| 15 de dezembro | Al-Sadd | 0 – 4     | Barcelona                                  | Estádio Internacional de Yokohama, Yokohama |
| 19:30          |         | Relatório | Adriano 25', 43' · Keita 64' · Maxwell 81' | Público: 66 298 Árbitro: SLV Joel Aguilar   |

### Disputa pelo terceiro lugar
| 18 de dezembro | Kashiwa Reysol | 0 – 0     | Al-Sadd | Estádio Internacional de Yokohama, Yokohama  |
| 16:30          |                | Relatório |         | Público: 60 527 Árbitro: CIV Noumandiez Doue |

|                                 |       | Penalidades                         |  |
| Jorge Wagner Sawa Hayashi Otani | 3 – 5 | Niang Keïta Majid Al Haidos Belhadj |  |

### Final
| 18 de dezembro | Santos | 0 – 4     | Barcelona                                | Estádio Internacional de Yokohama, Yokohama  |
| 19:30          |        | Relatório | Messi 17', 82' · Xavi 24' · Fàbregas 45' | Público: 68 166 Árbitro: UZB Ravshan Irmatov |

## Premiação
| Copa do Mundo de Clubes da FIFA de 2011 |
| Espanha                                 |
| --------------------------------------- |
| Barcelona Campeão (2º título)           |

Fair Play
| Fair play | Barcelona |

### Individuais
| Bola de Ouro             | Bola de Prata    | Bola de Bronze  |
| ------------------------ | ---------------- | --------------- |
| Lionel Messi (Barcelona) | Xavi (Barcelona) | Neymar (Santos) |

## Classificação final
Para estatísticas, partidas decididas na prorrogação são contadas como vitória ou derrota e partidas decididas em disputa por pênaltis são contadas como empate.
| Pos. | Times              | P | J | V | E | D | GP | GC | SG |
| ---- | ------------------ | - | - | - | - | - | -- | -- | -- |
| 1    | Barcelona          | 6 | 2 | 2 | 0 | 0 | 8  | 0  | +8 |
| 2    | Santos             | 3 | 2 | 1 | 0 | 1 | 3  | 5  | –2 |
| 3    | Al-Sadd            | 4 | 3 | 1 | 1 | 1 | 2  | 5  | –3 |
| 4    | Kashiwa Reysol     | 5 | 4 | 1 | 2 | 1 | 4  | 4  | 0  |
| 5    | Monterrey          | 4 | 2 | 1 | 1 | 0 | 4  | 3  | +1 |
| 6    | Espérance de Tunis | 0 | 2 | 0 | 0 | 2 | 3  | 5  | –2 |
| 7    | Auckland City      | 0 | 1 | 0 | 0 | 1 | 0  | 2  | –2 |

## Artilharia
| 2 gols (2) - Adriano (Barcelona) - Lionel Messi (Barcelona) 1 gol (20) - Abdulla Koni (Al-Sadd) - Aldo de Nigris (Monterrey) - Borges (Santos) - Cesc Fàbregas (Barcelona) - Danilo (Santos) - Hiram Mier (Monterrey) - Hiroki Sakai (Kashiwa Reysol) - Humberto Suazo (Monterrey) - Jesús Zavala (Monterrey) | 1 gol (continuação) - Junya Tanaka (Kashiwa Reysol) - Khaled Mouelhi (Espérance) - Khalfan Ibrahim (Al-Sadd) - Leandro Domingues (Kashiwa Reysol) - Masato Kudo (Kashiwa Reysol) - Maxwell (Barcelona) - Neymar (Santos) - Oussama Darragi (Espérance) - Seydou Keita (Barcelona) - Xavi (Barcelona) - Yannick N'Djeng (Espérance) |